# Axinopalpus coloradensis
Axinopalpus coloradensis är en skalbaggsart som beskrevs av Thomas Casey. Axinopalpus coloradensis ingår i släktet Axinopalpus och familjen jordlöpare. Inga underarter finns listade i Catalogue of Life.